# Neoclosterus boppei
Neoclosterus boppei es una especie de escarabajo longicornio del género Neoclosterus, tribu Plectogasterini, orden Coleoptera. Fue descrita científicamente por Quentin y Villiers en 1969.
El período de vuelo ocurre durante los meses de enero, abril, mayo, septiembre, octubre, noviembre y diciembre.

## Descripción
Mide 38-52 milímetros de longitud.

## Distribución
Se distribuye por República Democrática del Congo, Tanzania y Zambia.